# Zoma (genre)
Pour les articles homonymes, voir Zoma.
Genre
Zoma est un genre d'araignées aranéomorphes de la famille des Theridiosomatidae.

## Distribution
Les espèces de ce genre se rencontrent en Chine, à Taïwan et aux Seychelles.

## Liste des espèces
Selon World Spider Catalog (version 22.0, 18/02/2021) :
- Zoma dibaiyin Miller, Griswold & Yin, 2009
- Zoma fascia Zhao & Li, 2012
- Zoma taiwanica (Zhang, Zhu & Tso, 2006)
- Zoma zoma Saaristo, 1996

## Publication originale
- Saaristo, 1996 : « Theridiosomatid spiders of the granitic islands of Seychelles (Araneae, Theridiosomatidae). » Phelsuma, vol. 4, p. 48-52.